# Основинская
Осно́винская — деревня в Верховажском районе Вологодской области.
Входит в состав Верховского сельского поселения, с точки зрения административно-территориального деления — в Верховский сельсовет.
Расстояние по автодороге до районного центра Верховажья — 29 км, до центра муниципального образования Сметанино — 7 км. Ближайшие населённые пункты — Родионовская, Кудринская, Мокиевская.
По переписи 2002 года население — 27 человек (15 мужчин, 12 женщин). Всё население — русские.

## Известные уроженцы
- Васендин, Николай Степанович (1917—2010) — генерал-майор артиллерии, один из организаторов РВСН.